# Harold Simmons
Harold Clark Simmons (Golden,Texas, 13 de maio de 1931—Dallas,Texas 28 de dezembro de 2013) foi um empresário, investidor e filantropo americano cuja experiência bancária o ajudou a desenvolver o conceito de aquisição conhecido como aquisição alavancada (LBO) para adquirir várias corporações. Ele era o proprietário da Contran Corporation e da Valhi, Inc., (uma empresa negociada na NYSE cerca de 90% controlada pela Contran). Em 2006, ele controlava cinco empresas públicas negociadas na Bolsa de Valores de Nova York: NL Industries; Titanium Metals Corporation, o maior produtor mundial de titânio; Valhi, Inc., uma empresa multinacional com operações na área de produtos químicos, produtos componentes, Especialistas em Controle de Resíduos (gestão de resíduos), indústrias de metais de titânio; CompX International, fabricante de produtos ergonômicos, e Kronos Worldwide, líder na produção e comercialização de dióxido de titânio.
Faleceu aos 82 anos, no dia 28 de dezembro de 2013, em seu estado natal, Texas, Estados Unidos.